# Hocine Necib
Hocine Necib, né le 2 octobre 1956 à Boghni est un haut fonctionnaire algérien, ministre des ressources en eau de septembre 2012 à mai 2015 puis de mai 2017 à avril 2019.

## Carrière
- Directeur général de l’entreprise
- 1991-1994 : Directeur de l’urbanisme et de la construction-Wilaya de BECHAR Sous-directeur des parcs au Ministère de l’Équipement et de l'Aménagement du Territoire Directeur de l’exploitation et de l’entretien routiers au Ministère de l’Équipement. Directeur des routes au Ministère des Travaux Publics. Secrétaire général par intérim au Ministère des Travaux Publics.
- 2004-2012 : Directeur des routes au ministère des travaux publics
- 2003-2004 : Directeur de l’exploitation et de l’entretien routiers au ministère des travaux publics
- 2012-2015 : Ministre des Ressources en eau
- 2017-2019 : Ministre des Ressources en eau

## Arrestation et procès
En juillet 2021, il est placé sous mandat de dépôt pour des faits de malversations dans le cadre de ses anciennes fonctions ministérielles. En janvier 2022, il est condamné à cinq ans de prison pour corruption dans l'affaire dite « du groupe Amenhyd ». En décembre 2022, il est condamné à huit ans de prison pour, notamment, « dilapidation de deniers publics, abus de fonction et octroi d'indus privilèges lors de conclusion de marchés publics ».